# Хасанай
Хасанай (ранее Хасанай-Дик)— село в Бабаюртовском районе Дагестана. Административный центр Хасанайского сельского поселения.

## Географическое положение
Расположено в 7 км к северо-западу от райцентра села Бабаюрт.

## История
Село Хасанай образовалось в результате слияния трех хуторов: кумыкского — старый Хасанай и двух немецких (меннонитско-лютеранских) — Новый Хасанай и Малая Шава. Основателями хуторов считаются кумык Хасай Уцмиев и немец Дик. После объединения населенный пункт носил название Дик, а затем, вплоть до высылки немецкого населения - двойное название Хасанай-Дик.

## Население
| 1926  | 1939 | 1959 | 1970 | 1989 | 2002 | 2010  |
| ----- | ---- | ---- | ---- | ---- | ---- | ----- |
| 168   | ↗283 | ↗442 | ↘437 | ↗585 | ↗818 | ↗1017 |
| 2021  |      |      |      |      |      |       |
| ↗1144 |      |      |      |      |      |       |

Национальный состав
По данным Всесоюзной переписи населения 1926 года:
| № | Национальность | Численность, чел. | Доля   |
| - | -------------- | ----------------- | ------ |
| 1 | кумыки         | 75                | 44,6 % |
| 2 | немцы          | 41                | 24,4 % |
| 3 | чеченцы        | 38                | 22,6 % |
| 4 | ногайцы        | 11                | 6,5 %  |
| 5 | русские        | 3                 | 1,9 %  |

По данным Всероссийской переписи населения 2010 года:
| № | Национальность | Численность, чел. | Доля |
| - | -------------- | ----------------- | ---- |
| 1 | кумыки         | 559               | 55 % |
| 2 | ногайцы        | 220               | 22 % |
| 3 | аварцы         | 154               | 15 % |
| 4 | чеченцы        | 53                | 5 %  |
| 5 | другие         | 31                | 3 %  |

По данным Всероссийской переписи населения 2021 года:	
| №        | Национальность | Численность, чел. | Доля    |
| -------- | -------------- | ----------------- | ------- |
| 1        | кумыки         | 718               | 62,76 % |
| 2        | ногайцы        | 152               | 13,28 % |
| 3        | аварцы         | 151               | 13,19 % |
| 3.000001 | не указавшие   | 50                | 4,37 %  |
| 3.000002 | прочие         | 76                | 6,64 %  |
| 3.000003 | всего          | 1 144             | 100 %   |